# SX-404級微型潛艇
SX-404級微型潛艇是中華民國海軍的微型潛艇，並組成武昌艇隊（256潛艦戰隊的前身）。是繼1960年「海鯊計畫」（國光計畫的一部分）由Cos.Mo.S.的CT2F和CE2F級微型潛艇組成海昌艇隊之後的艇種。國防部特种军事情报室於1963年12月建案“武昌计划”，1964年9月12日由国防部移交海军接办。1964年10月27日海军正式与意大利里窝那的民間船廠Cos.Mo.S. SpA签约建造购买。1964年12月1日成立“海军干部训练班”。1965年6月1日“武昌艇队”正式在淡水成立，直属海军总司令部。並於1965年由時任中華民國駐義大利副武官汪希苓向義大利的Cos.Mo.S.訂購兩艘排水量僅40噸的SX-404型微型潛艇。該型微型潛艇主要為從事訓練、偵查及岸際滲透、水下滲透等任務。1967年4月21日两艇由淡水拖至左营。1969年10月8日成軍，海蛟號編號S-1，海龍號編號S-2。後來汪希苓任駐美國副武官，又爭取到美國出售「海獅」、「海豹」兩艘柴電潛艦作為海軍反潛訓練之用。爭取到美國的潛艇後，「海蛟」、「海龍」兩艘微型潛艇於1973年11月1日退役。操作人員成為接收美國兩艘潛艇的骨幹官兵，也成為後來中華民國海軍潛艇部隊的骨幹。

## 同級潛艇
義大利里窝那的民間船廠Cos.Mo.S. SpA生产的該型潛艇除了出口中華民國海軍外，巴基斯坦於1972年曾購買6艘。

## 建造
此中華民國海軍建軍案當時稱為「武昌計畫」。海蛟級微型潛艇其組件多採用歐洲組件，但由義大利技師在淡水紅毛城旁的海軍造船廠海三分廠組裝。由於淡水潮差太大及設備不全，於1967年4月將兩艇拖至左營海軍造船廠海一廠續建。

## 成軍
1969年10月8日，當時中華民國海軍總司令馮啟聰在左營南碼頭武昌艇隊岸主持兩條小潛艇之成軍典禮，命名「海蛟號」與「海龍號」，並親自為每位艇員佩帶潛航胸章，這是中華民國海軍潛艇兵種的誕生。:112

## 武裝
海蛟級微型潛艇不能發射魚雷，但船舷可掛上六枚大型爆雷，並搭載蛙人。可以滲透潛入敵方港口，由蛙人對艦艇、碼頭等設施施放爆雷。或者從事岸際滲透、水下滲透等作戰任務。
另外中華民國海軍亦向義大利同一廠商買了兩艘 CE2F/X100 蛙人騎乘的水下蛙人乘具。每艘海蛟級潛艇亦可運送兩艘水下蛙人乘具。

## 同級艦
| 舷號 | 艦名  | 移交 | 退役 | 備註                     |
| ---- | ----- | ---- | ---- | ------------------------ |
| S-1  | 海蛟  | 1969 | 1973 | 自義大利購入，於台灣組裝 |
| S-2  | 海龍I | 1969 | 1973 | 自義大利購入，於台灣組裝 |

## 结局
海蛟號陳列在潛艦戰隊的水星營區，海龍號則陳列在海軍官校史績館。

## 外部連結
- 潛艇照片 （页面存档备份，存于）
- Taiwanese 130 ton Special Forces midget submarine design （页面存档备份，存于）附照片